# Французько-монегаські договори
Французько-монегаські договори 1861 р. 1918 р. і 2002 р. є основою відносин між Францією та Князівством Монако. Визначають незалежний статус і суверенітет Монако, а також права успадкування престолу Князівства родиною Грімальді.

## 1-й Французько-монегаський договір 1861 р.
15 лютого 1793 р. князівство Монако було приєднано до Франції. Після розгрому імперії Наполеона князівство ненадовго знову здобула незалежність, але 20 листопада 1815 р. князівство Монако було поставлено під протекторат Сардинського королівства. У березні 1860 р. Сардинске королівство поступилося Франції Савойєю і графством Ніцци, включаючи Ментон і Рокебрюн. 18 липня 1860 р. королівство Сардинія вивела свої війська з Монако, поклавши тим самим кінець протекторату. Монако знову стало незалежною державою, але зіткнулося з тим, що частина території вже входила до складу Франції. Між країнами почалися переговори, які привели до підписання першого Франко-монегаського договору 2 лютого 1861 р. Згідно з договором,  Франція визнала незалежність князівства Монако. Монако відмовлялося від будь-яких прав на Ментон і Рокебрюн в обмін на грошову компенсацію в розмірі чотирьох мільйонів франків. В результаті цього територія князівства зменшилася в двадцять разів. Також князь Карл III давав зобов'язання не продавати території князівства нікому, крім Франції . .

## 2-й Французько-монегаський договір 1918 р.
17 липня 1918 р. між Францією і Князівством Монако був підписаний новий Договір «Про дружбу і захист». За умовами договору Франція визнавала і гарантувала незалежність, суверенітет і територіальну цілісність Князівства Монако. Уряд князівства зобов'язувалося діяти «відповідно до політичних, військових, морських і економічних інтересів Франції» і погоджувати з нею свою зовнішню політику. У разі припинення династії престол міг посісти монегаск або француз. Французькі армія і флот отримували право входити на територію Монако без згоди князя. Договір набув чинності 23 червня 1919 р. Положення Другого французько-монегаський договору 1918 р. були підтверджені ст. 436 Версальського договору, укладеного 28 червня 1919 р. 

## 3-й Французько-монегаський договір 2002 р.
У 2002 році в Конституцію Монако були внесені зміни. Вони передбачали, що тільки член родини Грімальді може зійти на престол. З цієї причини 24 жовтня 2002 року був підписаний новий договір, що враховує зазначені зміни. Відповідно до конституційних змін тільки член родини Грімальді може зійти на престол Князівства. Таким чином більшість пунктів 2-го Французько-монегаського договору від 17 липня 1918 р. були скасовані   .